# Gladiolus orchidiflorus
Gladiolus orchidiflorus là một loài thực vật có hoa trong họ Diên vĩ. Loài này được Andrews miêu tả khoa học đầu tiên năm 1802.